# Sarosa sesiiformis
Sarosa sesiiformis là một loài bướm đêm thuộc phân họ Arctiinae, họ Erebidae.